# ジャパンカップサイクルロードレース2002
ジャパンカップサイクルロードレース2002は、ジャパンカップサイクルロードレースの11回目のレース。セルジョ・バルベーロが2回目の優勝。

## 結果
- 2002年10月27日(日) 151.3km

| 順位 | 選手名                     | 国籍       | チーム                                   | 時間          |
| ---- | -------------------------- | ---------- | ---------------------------------------- | ------------- |
| 1    | セルジョ・バルベーロ       | イタリア   | ランプレ・ダイキン                       | 4時間03分29秒 |
| 2    | イゴル・アスタルロア       | スペイン   | サエコ＝ロンゴーニ・スポルト             | 同            |
| 3    | ファビオ・サッキ           | イタリア   | サエコ＝ロンゴーニ・スポルト             | +18秒         |
| 4    | ルカ・パオリーニ           | イタリア   | マペイ・クイックステップ                 | 同            |
| 5    | マヌエル・ベルトラン       | スペイン   | チーム・コースト                         | 同            |
| 6    | マッシモ・コドル           | イタリア   | ランプレ・ダイキン                       | 同            |
| 7    | 新保光起                   | 日本       | アジア・インダストリー・レーシングチーム | 同            |
| 8    | ルーベンス・ベルトリアティ | イタリア   | ランプレ・ダイキン                       | 同            |
| 9    | ミカエル・ラスムセン       | デンマーク | チームCSC・ティスカリ                    | 同            |
| 10   | パトリック・ジンケヴィッツ | ドイツ     | マペイ・クイックステップ                 | +37秒         |